# Wohl Centre

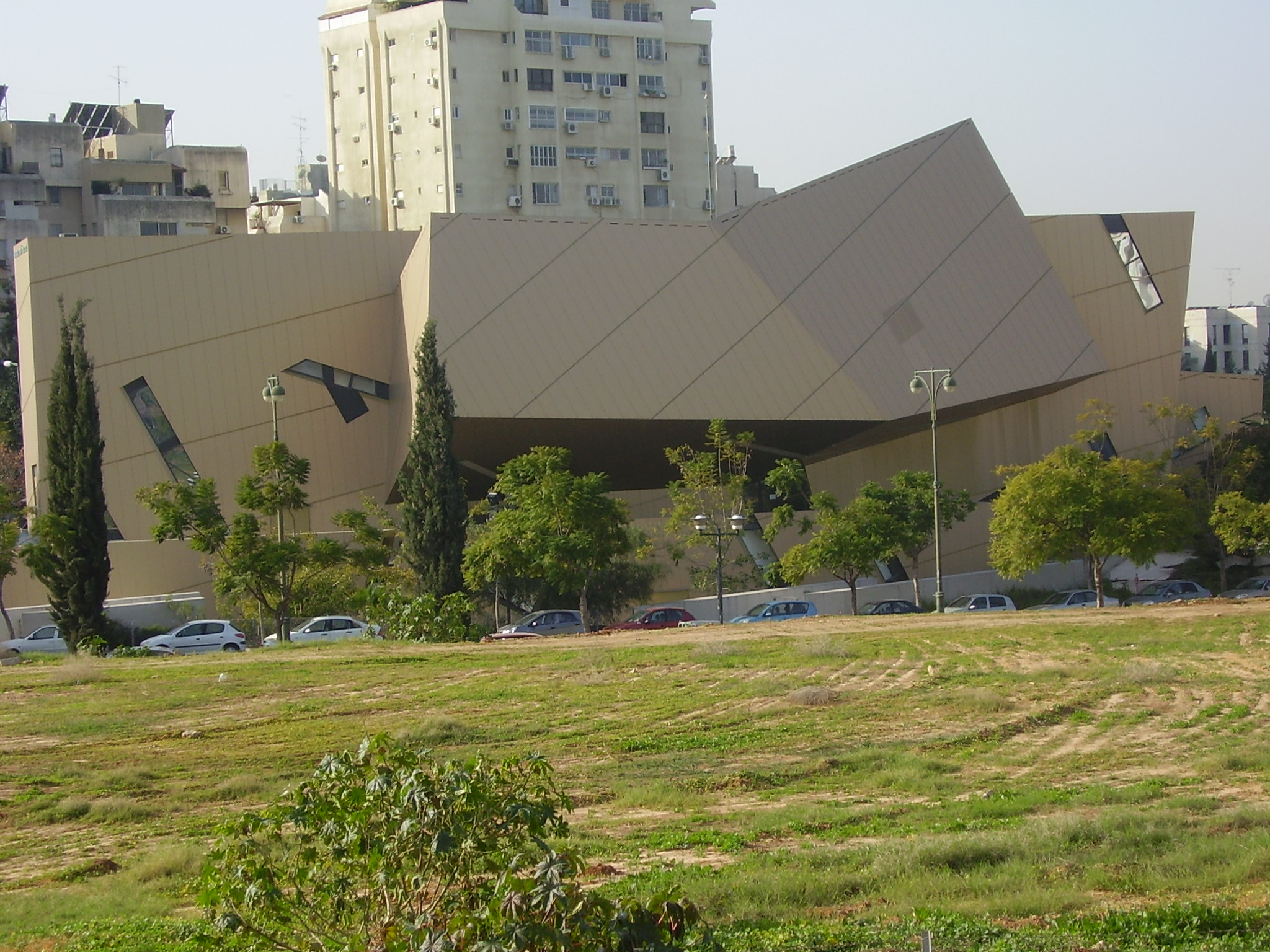
Wohl Centre, sett från öster

Wohl Centre är ett konferenscentrum på Bar-Ilan University i Ramat Gan i Israel. 
Wohl Centre ritades av Daniel Libeskind och uppfördes 2001–2005. Centret har en yta på 3 350 kvadratmeter.
Byggnaden är den första av Daniel Libeskind i Israel. Byggnaden finansierades delvis av den brittiske fastighetsentreprenören Maurice Wohl (1917–2007).
Ovanför byggnadens bas vilar en byggnadskropp med ett auditorium med 1 000 sittplatser. Centrets kantiga form ska påminna om en öppen bok, och enligt Daniel Libeskind ska den förkroppsliga  "sambandet mellan kunskapens dynamik och trons roll att förena". Hebreiska bokstäver inspirerade utformningen av fönstren, vilka skär igenom den guldfärgade fasadplåten.
Byggnaden vann 2006 ett RIBA International Award, vilket delas ut av Royal Institute of British Architects.